# Tridesmus sectilis
Tridesmus sectilis är en mångfotingart som beskrevs av Cook 1896. Tridesmus sectilis ingår i släktet Tridesmus och familjen fingerdubbelfotingar. Inga underarter finns listade i Catalogue of Life.